# 宋主喜
宋主喜（： Song Ju-Hee，1990年3月21日—），曾用藝名愛麗絲，韓國女歌手、演員，曾為女子音樂組合Hello Venus的成員，隊內擔任第二任隊長、主唱。2020年起以本名宋主喜展开演员活动。

## 演藝生涯
2010年以藝名 Ora (오라) 發行個人首張數位單曲《Naughty Face》，2012月5月在Hello Venus正式出道，擔任隊長及主唱。2014年2月客串出演電視劇《心懷叵測的恢單女》，8月出演《更夫日誌》，10月主演Nate的網路劇《放學後福不福2》。 

## 个人生活
2023年10月宣布与圈外男友结婚。

## 個人作品

### 音樂作品
- 2010年：個人單曲《Naughty Face》
- 2013年：金振彪《사로잡아요 / You Captivate Me》合作曲

### 電視劇
- 2014年：MBC《心懷叵測的恢單女》飾演 皮頌喜的朋友（客串）
- 2014年：MBC《更夫日誌》飾演 梅香
- 2014年：Nate網路劇《放學後福不福2》飾演 女主角
- 2015年：NAVER網路劇《To Be Continued》飾演 偶像團體SUNHYUK成員（客串）
- 2015年：KBS2《奇怪的兒媳》飾演 偶像團體Ruby成員（客串）
- 2020年：TV朝鮮《復仇吧》飾演 延佳恩
- 2021年：tvN《某一天滅亡來到我家門前》飾演 趙藝智
- 2022年：KBS2TV《美男堂》飾演 閔侑善

### 音樂劇
- 2015年：《All Shook Up》飾演 Sandra[3]
- 2022年：《愛的迫降》飾演 徐丹[4]

## 外部連結
- 宋主喜的Instagram帳戶 